# Cesare Prandelli
Cesare Claudio Prandelli (phát âm tiếng Ý: [ˈtʃɛzare pranˈdɛlli]; sinh ngày 19 tháng 8 1957 tại Orzinuovi, Brescia) là một cựu cầu thủ & huấn luyện viên bóng đá người Ý. Ông từng dẫn dắt đội tuyển Ý từ 2010 tới 2014.

## Tiểu sử

### Cầu thủ
Ông từng thi đấu cho Atalanta trước khi chuyển sang Juventus từ những năm 1980. Ông thi đấu trận đầu tiên cho Juventus trong trận chung kết Cúp C2 châu Âu 1979-80 trước Raba ETO Gyor và sau đó là trận chung kết Coppa Italia 1984-85 trước AC Milan.
Ông đã chơi tổng cộng 197 trận tại Serie A.

## Khi là Cầu thủ
Cremonese
- Vô địch Serie C: 1977

Juventus
- Vô địch Serie A: 1981, 1982, 1984
- Vô địch Cúp Italia (Coppa Italia): 1983
- Vô địch European Cup (C1): 1985
- Á quân European Cup (C1): 1983
- Vô địch UEFA Cup Winners' Cup (C2): 1984
- Vô địch Siêu cúp châu Âu (UEFA Super Cup): 1984

### Sự nghiệp huấn luyện viên
Verona
- Vô địch Serie B: 1999

Venezia
- Serie B: 2001 hạng 4 – Lên hạng

Parma AC
- Serie B: 2004

Fiorentina
- Bán kết Cúp UEFA: 2008

Đội tuyển Ý
- Á quân Euro: 2012
- Hạng 3 FIFA Confederations Cup: 2013